# Сабашево
Сабашево (баш. Һабаш) — деревня в Мелеузовском районе Республики Башкортостан Российской Федерации. Входит в состав Зирганского сельсовета.

## География

### Географическое положение
Находится на берегу реки Белой.
Расстояние до:
- районного центра (Мелеуз): 35 км,
- центра сельсовета (Зирган): 4 км,
- ближайшей ж/д станции (Зирган): 4 км.

## История
Постановлением Всероссийского ЦИК «Об изменениях в административно-территориальном делении Башкирской АССР» от 20 февраля 1932 года «селения: Нурдавлетово, Верхне-Юлдашево и Сабашево, Нурдавлетовского сельсовета, Петровского района» переданы «в состав Стерлитамакского района».

## Население
| 2002 | 2009 | 2010 |
| ---- | ---- | ---- |
| 321  | ↗362 | ↘300 |